# Negrito Chapuseaux
Negrito Chapuseaux (José Ernesto Chapuseaux; * 17. Oktober 1911 in Santo Domingo; † 19. November 1986) war ein dominikanischer Sänger und Komponist.
Chapuseaux trat in den 1930er Jahren als Duo mit dem Pianisten und Komponisten Francisco Simó Damirón auf und gründete mit diesem und Billo Frómeta die Santo Domingo Jazz Band. 1937 ging er mit Damirón und Frométa nach Venezuela, wo sie das Orchester Billo’s Happy Boys gründeten. 1938 sang er den Song Taboga im gleichnamigen Spielfilm der Laboratorios Nacionales. In Panama lernte er die Schauspielerin und Sängerin Silvia De Grasse kennen, die er heiratete.
1945 gründete Chapuseaux das Trio Los Alegres Tres. Die Gruppe trat in den 1960er Jahren erfolgreich in Panama auf und war für eine Saison in Yolanda Herreras Cabaret El Sombrero engagiert. Die Musiker nahmen Por un Maní auf und wurden als Los Reyes del Merengue bekannt. Mit den Los Alegres arbeitete Chapuseaux längere Zeit in Puerto Rico und spielte zahlreiche Aufnahmen ein. 1959 nahm er mit Damirón und Frómeta und einem Orchester die LP Tres Viejos Amigos in den Studios der Beltone Recording Corporation auf.